# Osiedle Na Wzgórzach
Osiedle Na Wzgórzach – osiedle w Krakowie, w Dzielnicy XVII Wzgórza Krzesławickie, niestanowiące jednostki pomocniczej niższego rzędu w ramach dzielnicy.
Nazwa osiedla wzięła się od wzgórz leżących na obszarze dawnej wsi Krzesławice, na których południowym stoku jest ono usytuowane. W pobliżu znajduje się także Osiedle Na Stoku.
Zbudowane zostało w latach 60. XX wieku. Położone jest ono w pobliżu cmentarza w Grębałowie, na północnych obrzeżach Nowej Huty. W jego otoczeniu znajdują się 2 przystanki i pętla tramwajowa oraz 2 przystanki autobusowe. Komunikacja miejska łączy osiedle z Bronowicami Małymi, Salwatorem i Krowodrzą Górką.
W latach 1983–1987 wzniesiono na Wzgórzach kościół Miłosierdzia Bożego, w ołtarzu głównym kopia obrazu Jezu Ufam Tobie z Sanktuarium w Łagiewnikach.
Na terenie osiedla znajduje się teren rekreacyjny – park Zielony Jar. W parku została wybudowana muszla koncertowa, w której odbywają się imprezy plenerowe, organizowane przez dzielnice XVII i MDK. Na osiedlu znajduje się także Szkoła Podstawowa nr 129 im. K. Makuszyńskiego oraz pomnik rozstrzelanych w 1944 roku Polaków.
Znani krakowianie zamieszkujący osiedle:
- Kazimierz Węgrzyn – piłkarz
- Ilona Wcisło – posłanka
- Bartłomiej Jamróz – piłkarz m.in. Ruchu Chorzów

Szkoły w obrębie:
- Szkoła podstawowa nr 129

## Galeria

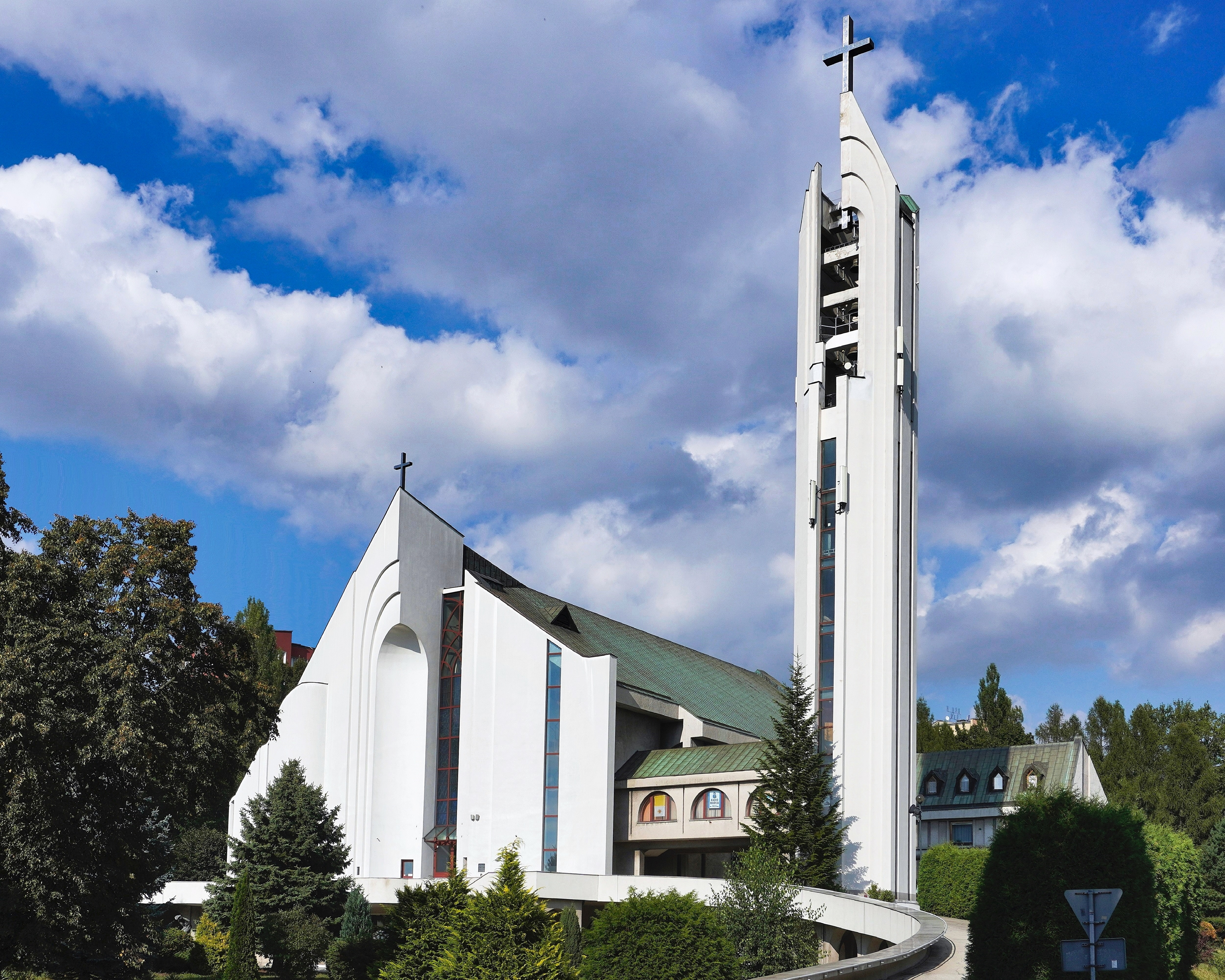
Kościół Miłosierdzia Bożego
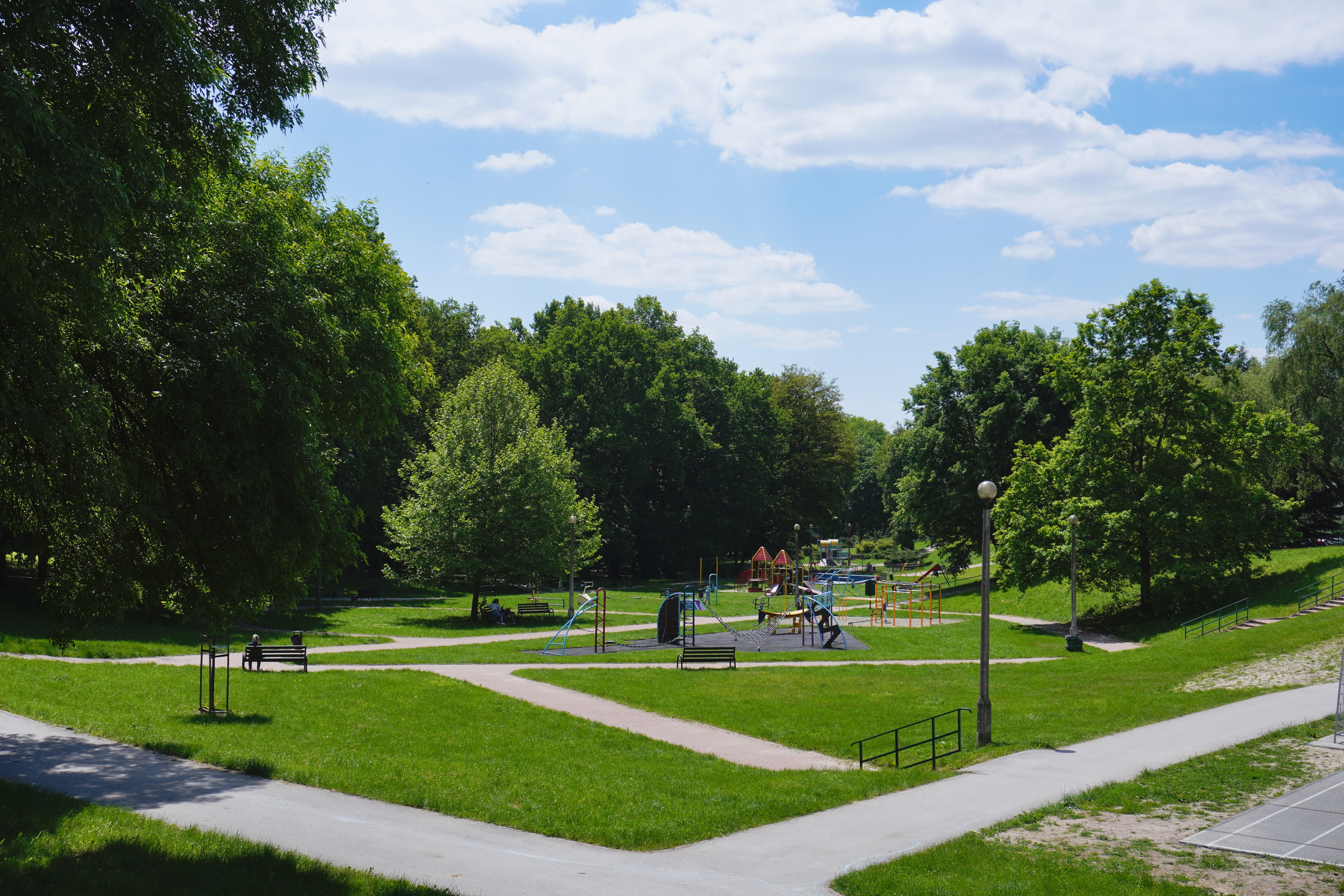
Park Zielony Jar Wandy
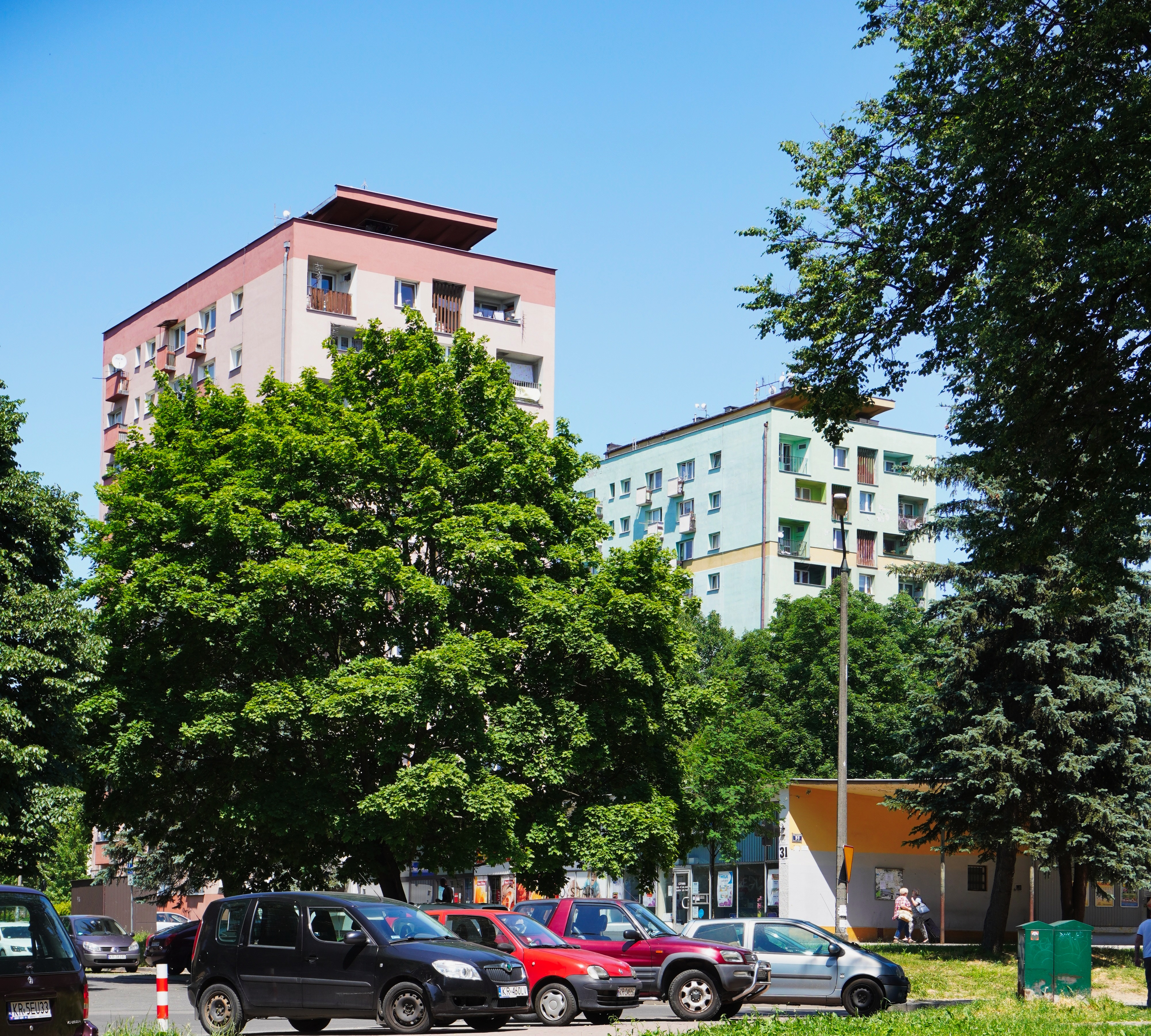
Bloki dziesięciopiętrowe 29 i 30
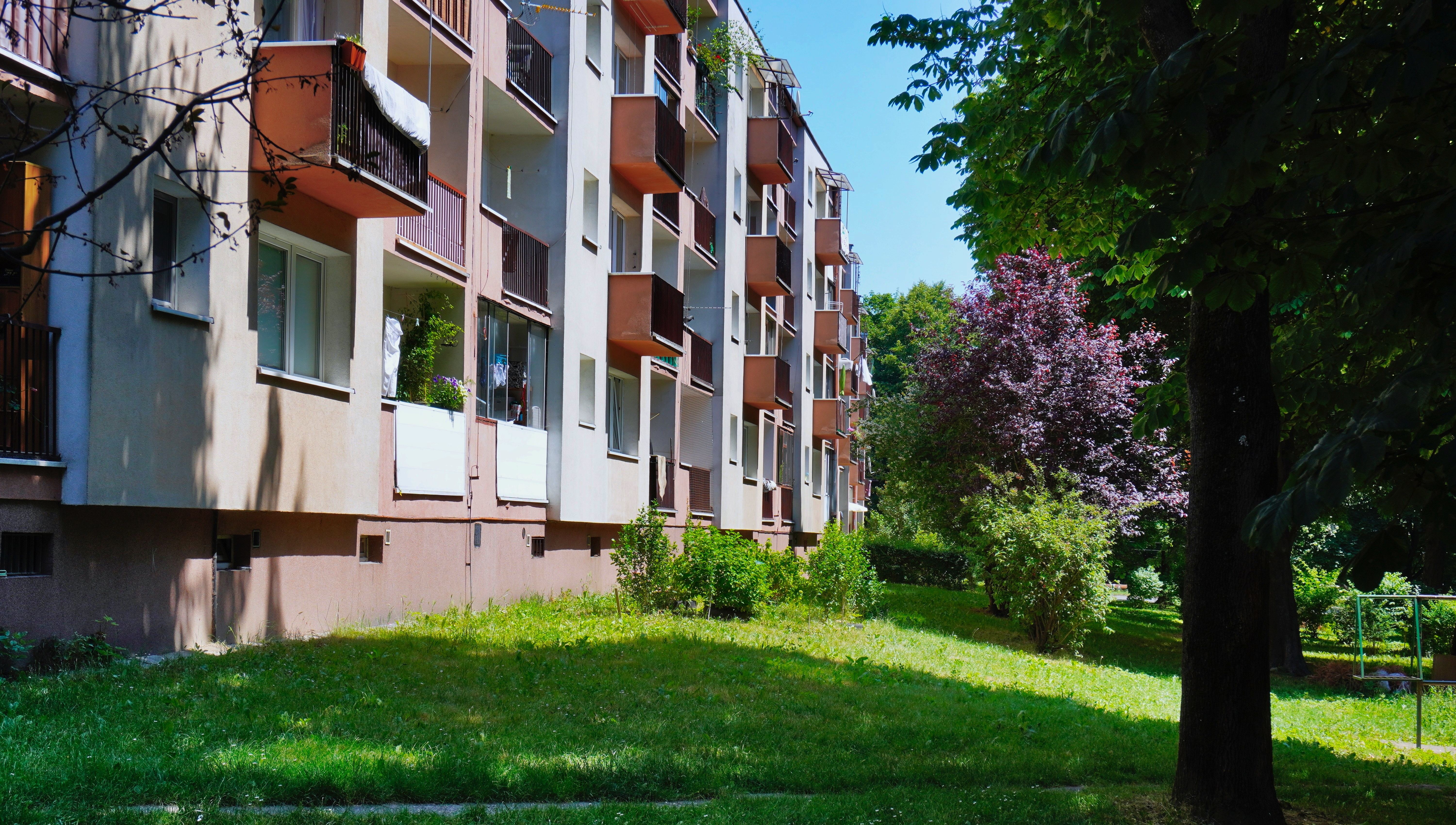
Wnętrze osiedla, zieleniec, blok 40
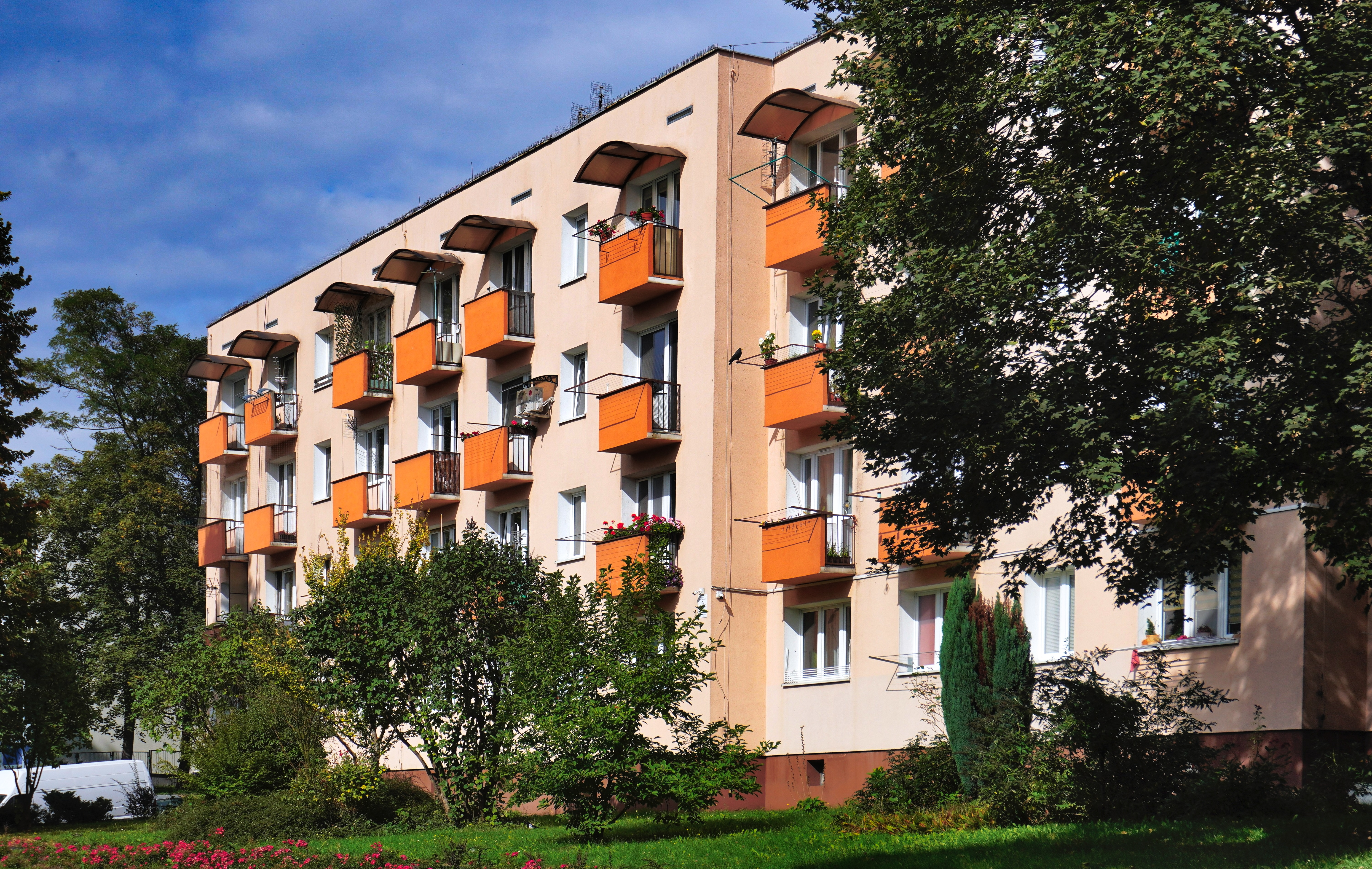
Wnętrze osiedla os. Na Wzgórzach 14A
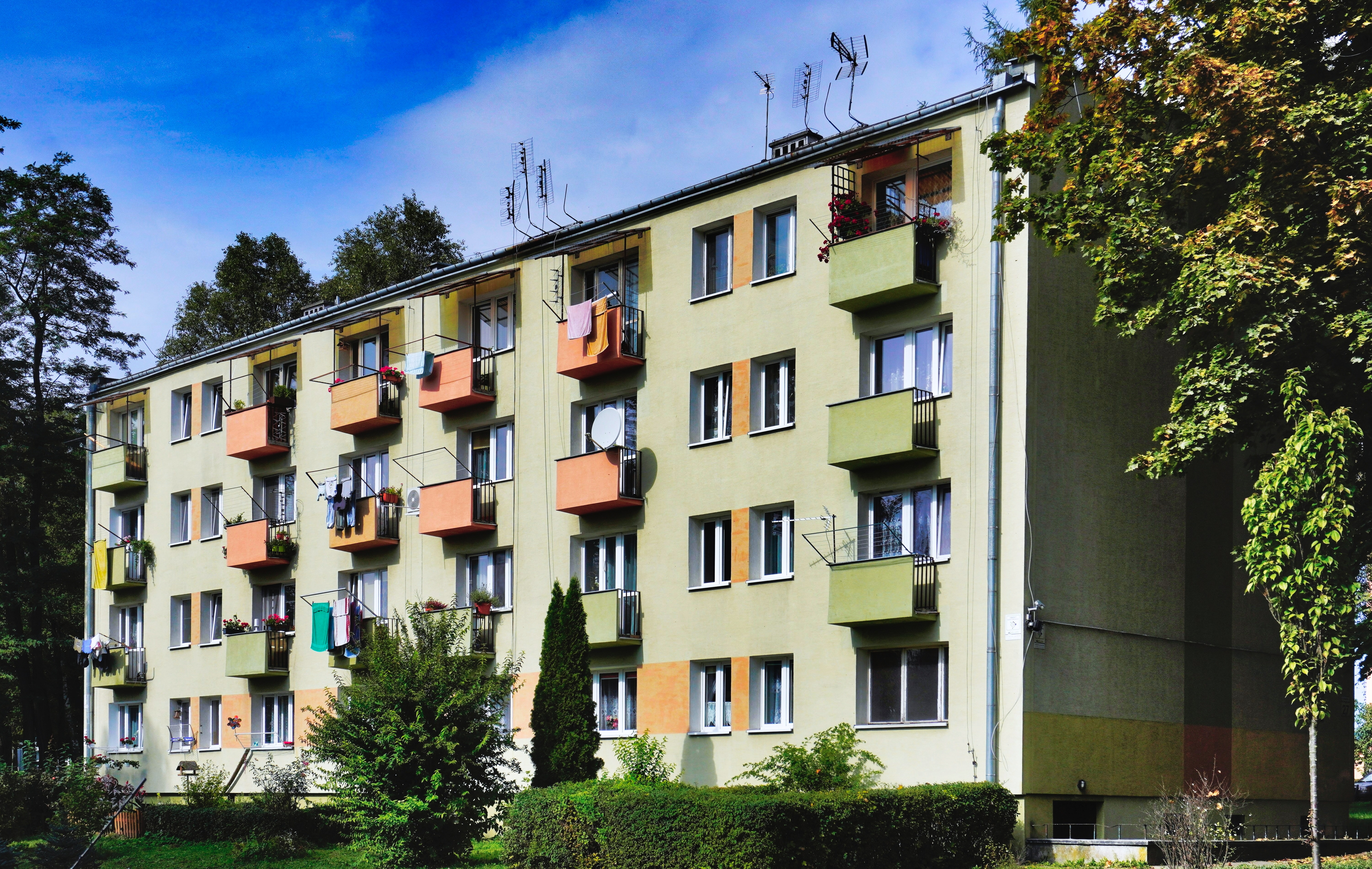
Wnętrze osiedla os. Na Wzgórzach 27
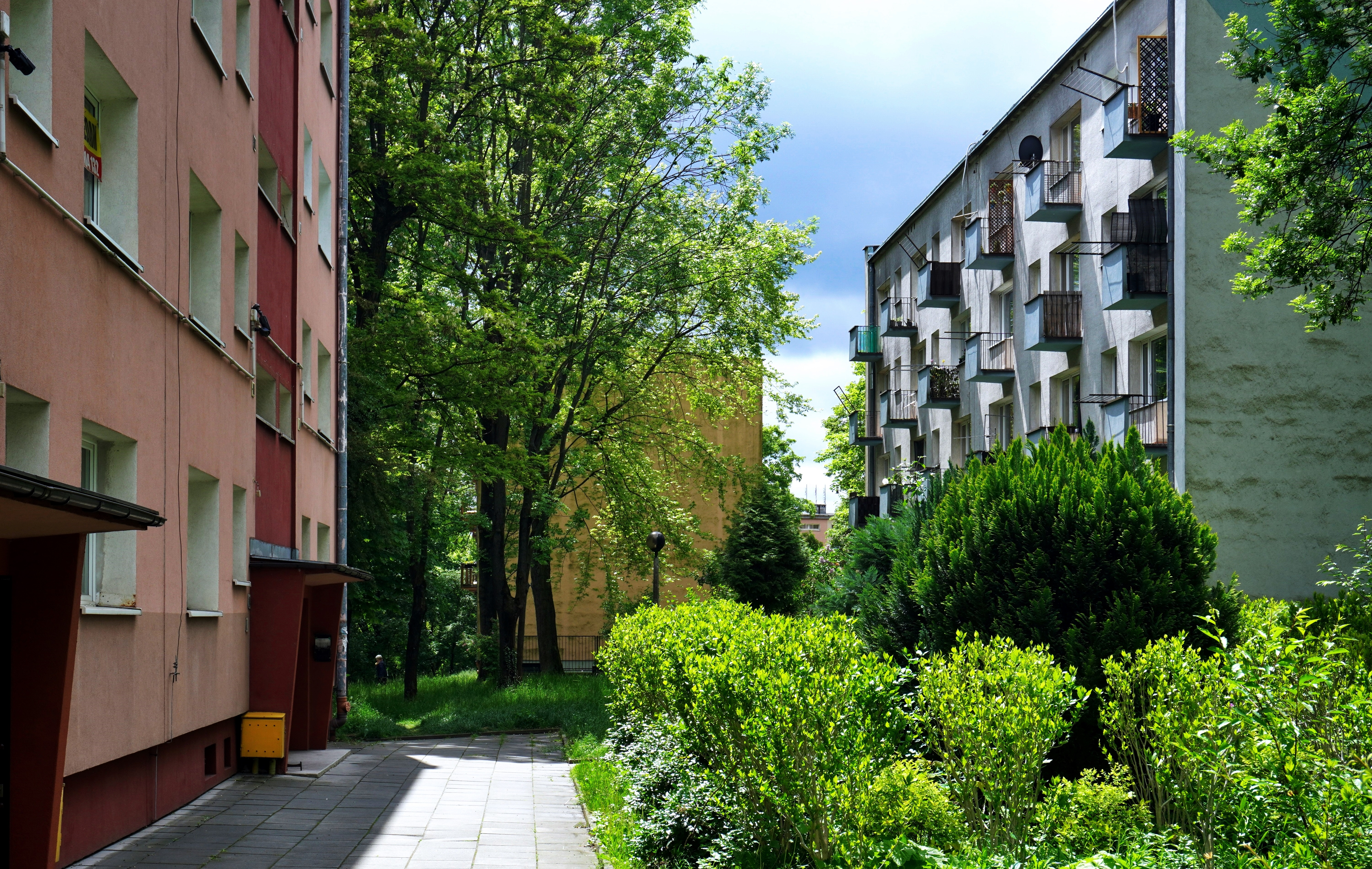
Wnętrze osiedla os. Na Wzgórzach 36, 37 i 38